# NGC 3470
NGC 3470 ist eine Spiralgalaxie vom Hubble-Typ Sab mit aktivem Galaxienkern im Sternbild Großer Bär am Nordsternhimmel. Sie ist schätzungsweise 296 Millionen Lichtjahre von der Milchstraße entfernt und hat einen Durchmesser von etwa 130.000 Lichtjahren. Gemeinsam mit PGC 33043 bildet sie das gravitativ gebundene Galaxienpaar KPG 259.
Das Objekt wurde am 9. April 1793 von Wilhelm Herschel entdeckt.